# Tesserodon tenebroides
Tesserodon tenebroides är en skalbaggsart som beskrevs av Matthews 1974. Tesserodon tenebroides ingår i släktet Tesserodon och familjen bladhorningar. Inga underarter finns listade i Catalogue of Life.